# 丹波號列車

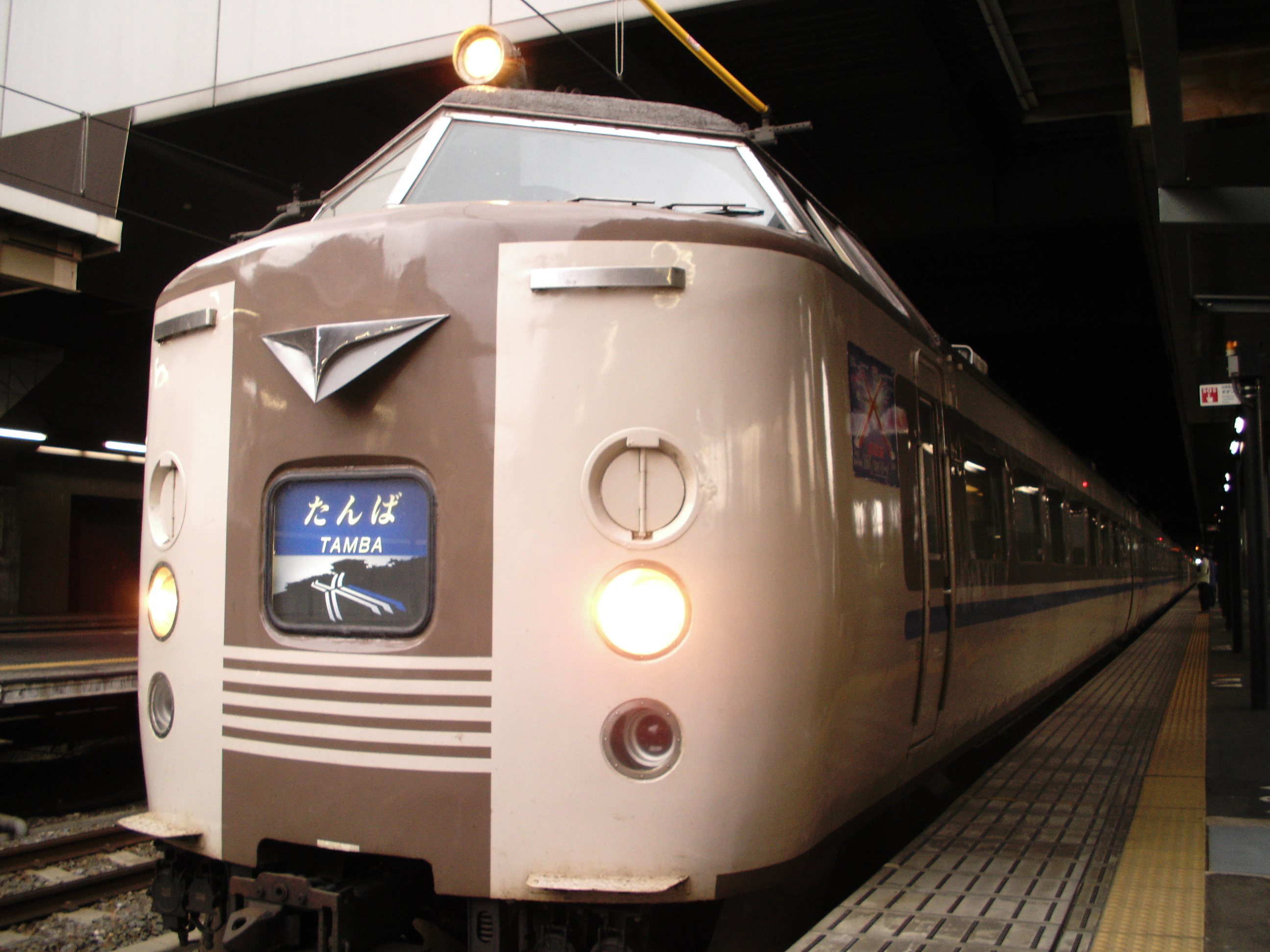
在京都站停靠的國鐵183系特急列車「丹波號」(2006年3月)

丹波、為JR西日本京都站～福知山站間經由山陰本線運行已取消的特別急行列車。臨時列車會延長福知山以西、城崎溫泉站。多數與特急「舞鶴」在京都・綾部間併結運轉。和城崎號合併之後的詳情，請參閱「城崎」
代表色為青色。因目的地是JR西日本支社的所在地。

## 運行概況

### 使用車輛
- 183系電車

### 最高速度
京都站～福知山站間 120km/h

### 編成
■欄＝綠色車　　白欄＝普通車　　自＝自由座位　　指＝對號座位　　※全車輛禁煙　　
| ←福知山丹波 |      |      |      |
| 1 指        | 2 指 | 3 自 | 4 自 |

| 舞鶴 京都→ |      |      |
| 5 指       | 6 指 | 7 自 |

這是丹波1・3・5・7・4・6・8號的編成
- 1～4丹波的編成
- 5～7舞鶴的編成

| ←福知山 | ←福知山 | ←福知山 | 京都→ | 京都→ | 京都→ |
| 1 指    | 指      | 2 指    | 3 自  | 4 自  |       |

這是丹波9・2號的編成

## 停車站
京都站 - 二条站 - 龜岡站 - 園部站 -（日吉站）-（胡麻站）-（和知站）- 綾部站 - 福知山站
- ()内站為一部份列車停車。

## 名稱由來與沿革
「丹波」名稱由來是舊國名（令制國）的丹波國。「丹波」即代表以京都府北部・兵庫縣北東部為目的地的列車。在1960年到1986年間有大阪站～城崎站（現：城崎溫泉站）經由福知山線・山陰本線・舞鶴線・宮津線準急列車・急行列車「丹波」（たんば）運行。
- 1996年、山陰本線園部站～福知山站間電化完成、急行「丹後」電車化。
- 1999年、增發特急「城崎」、上行列車終止運行。
- 2003年、特急「舞鶴」運行開始、併結列車與上行列車運轉復活。
- 2007年3月18日、實施全面禁煙化。
- 2011年3月12日、和城崎號列車合併，本特急停止服務。